# Liste der Einträge im National Register of Historic Places im Itasca County

Lage des Itasca County in Minnesota

Die Liste der Einträge im National Register of Historic Places im Itasca County in Minnesota führt alle Bauwerke und historischen Stätten im Itasca County auf, die in das National Register of Historic Places aufgenommen wurden.

## Legende
| NRHP | Historic Place    |
| HD   | Historic District |

## Aktuelle Einträge
| [ 2 ] | Name                                                      | Bild                                                      | Eintragsdatum        | Lage                                                                               | Ort                 | Beschreibung |
| ----- | --------------------------------------------------------- | --------------------------------------------------------- | -------------------- | ---------------------------------------------------------------------------------- | ------------------- | --- |
| 1     | Bigfork Village Hall                                      | Bigfork Village Hall                                      | 2012 ID-Nr. 12000871 | 200 Main Avenue 47° 44′ 38,4″ N, 93° 39′ 17,4″ W                                   | Bigfork             | 1936 von der Works Progress Administration errichtetes Rathaus                                                                                            |
| 2     | Bovey Village Hall                                        | Bovey Village Hall                                        | 1991 ID-Nr. 91001059 | 402 2nd Street 47° 17′ 42,7″ N, 93° 24′ 57,5″ W                                    | Bovey               | 1934 im Stil des Neobarock errichtetes Rathaus |
| 3     | Canisteo District General Office Building                 | Canisteo District General Office Building                 | 1982 ID-Nr. 82002970 | 200 Cole Avenue 47° 17′ 11″ N, 93° 25′ 26,4″ W                                     | Coleraine           | 1908 errichtetes Bürogebäude |
| 4     | Central School                                            | Central School                                            | 1977 ID-Nr. 77000746 | North Pokegama Ecke 4th Street 47° 14′ 11,1″ N, 93° 31′ 44,8″ W                    | Grand Rapids        | 1895 im als Richardsonian Romanesque bezeichneten Baustil errichtetes Schul- und Bibliotheksgebäude                                                       |
| 5     | Church of the Good Shepherd                               | Church of the Good Shepherd                               | 1980 ID-Nr. 80002081 | Abseits des US 169 47° 17′ 14″ N, 93° 25′ 46″ W                                    | Coleraine           | 1908 vom US-Steel-Konzern errichtete Kirche |
| 6     | Coleraine Carnegie Library                                | Coleraine Carnegie Library                                | 1980 ID-Nr. 80002080 | Clemson Avenue Ecke Cole Avenue, South 47° 17′ 13,9″ N, 93° 25′ 27,5″ W            | Coleraine           | 1912 errichtete Carnegie-Bibliothek |
| 7     | Coleraine City Hall                                       | Coleraine City Hall                                       | 1992 ID-Nr. 92000800 | 302 Roosevelt Avenue 47° 17′ 18,5″ N, 93° 25′ 30,1″ W                              | Coleraine           | 1910 im Stil der Neorenaissance errichtetes Rathaus |
| 8     | Coleraine Methodist Episcopal Church                      | Coleraine Methodist Episcopal Church                      | 1982 ID-Nr. 82002971 | Northwest Gayley Avenue Ecke Cole Avenue 47° 17′ 13,7″ N, 93° 25′ 40,8″ W          | Coleraine           | 1909 im als Shingle Style bezeichneten Baustil errichtete Kirche                                                                                          |
| 9     | General Superintendent's House                            | General Superintendent's House                            | 1982 ID-Nr. 82002972 | Cole Avenue 47° 17′ 11,4″ N, 93° 25′ 22,2″ W                                       | Coleraine           | Großes 1911 errichtetes Gebäude für Manager einer Minengesellschaft                                                                                       |
| 10    | Frank Gran Farmstead                                      |                                                           | 1982 ID-Nr. 82002969 | County Highway 10 47° 12′ 22″ N, 93° 18′ 21″ W                                     | La Prairie          | 1916 errichtete Farm eines finnischen Einwanderers mit Wohnhaus im Queen Anne-Stil                                                                        |
| 11    | Hartley Sugar Camp                                        |                                                           | 1982 ID-Nr. 82002973 | Abseits des County Highway 10 47° 15′ 39″ N, 93° 23′ 55″ W                         | Bovey               | 1905 errichtetes Camp für die Gewinnung von Ahornsirup |
| 12    | Hill Annex Mine                                           | Hill Annex Mine                                           | 1986 ID-Nr. 86002126 | Abseits des US 169 47° 19′ 51,5″ N, 93° 16′ 25,5″ W                                | Calumet             | 1913–1978 in Betrieb befindlicher Tagebau zur Eisenerzgewinnung; heute Museum                                                                             |
| 13    | Itasca Lumber Company Superintendent's House              |                                                           | 1982 ID-Nr. 82002976 | 506 5th Street, Southeast 47° 19′ 39,3″ N, 93° 47′ 15,5″ W                         | Deer River          | 1904 errichtetes Haus für den Betriebsleiter eines Sägewerkes                                                                                             |
| 14    | Marcell Ranger Station                                    | Marcell Ranger Station                                    | 1994 ID-Nr. 94000473 | MN 38 im Chippewa National Forest 47° 35′ 47″ N, 93° 41′ 16″ W                     | Marcell Township    | 1935 vom Civilian Conservation Corps als Blockhaus errichtete Unterkunft für Beschäftigte des United States Forest Service                                |
| 15    | Old Cut Foot Sioux Ranger Station                         | Old Cut Foot Sioux Ranger Station                         | 1974 ID-Nr. 74001026 | MN 46 im Chippewa National Forest 47° 30′ 57″ N, 94° 1′ 55″ W                      | Squaw Lake          | 1904 errichtete Rangerstation des ersten State Forest Minnesotas                                                                                          |
| 16    | Oliver Boarding House                                     | Oliver Boarding House                                     | 1982 ID-Nr. 82002977 | Jessie Street 47° 19′ 19″ N, 93° 18′ 7″ W                                          | Marble              | 1909 errichtetes Gebäude für einzelne Minenarbeiter |
| 17    | Scenic State Park CCC/Rustic Style Service Yard           |                                                           | 1992 ID-Nr. 92000595 | Abseits des County Highway 7 im Scenic State Park 47° 42′ 15,8″ N, 93° 33′ 47,4″ W | Bigfork             | Vier vom Civilian Conservation Corps in den 1930er Jahren errichtete Parkeinrichtungen                                                                    |
| 18    | Scenic State Park CCC/WPA/Rustic Style Historic Resources | Scenic State Park CCC/WPA/Rustic Style Historic Resources | 1992 ID-Nr. 92000595 | Abseits des County Highway 7 47° 43′ 13,5″ N, 93° 34′ 10,1″ W                      | östlich von Bigfork | Sechs vom Civilian Conservation Corps in den 1930er Jahren errichtete Parkeinrichtungen inklusive erhalten gebliebenen Mobiliars                          |
| 19    | Turtle Oracle Mound                                       |                                                           | 1974 ID-Nr. 74001027 | Adresse nicht veröffentlicht                                                       | Squaw Lake          | Seltener Grabhügel mit in die Landschaft eingeprägter bildlicher Darstellung einer Schildkröte aus der Zeit der Kämpfe zwischen Dakota und Ojibwa um 1700 |
| 20    | White Oak Point Site                                      |                                                           | 1972 ID-Nr. 72000677 | Adresse nicht veröffentlicht                                                       | Zemple              | Ort rund 10.000 Jahre dauernder Besiedlung mit Resten eines Dorfes der Ojibwa und eines britischen Handelspostens                                         |
| 21    | Winnibigoshish Lake Dam                                   | Winnibigoshish Lake Dam                                   | 1982 ID-Nr. 82004629 | County Highway 9 über den Mississippi 47° 25′ 44,6″ N, 94° 3′ 7,3″ W               | Inger               | Im Jahr 1900 vom U.S. Army Corps of Engineers aus Stahlbeton errichteter Staudamm                                                                         |